# غريغوار بويل
غريغوار بويل (بالفرنسية: Grégoire Puel)‏ هو لاعب كرة قدم فرنسي في مركز الدفاع، ولد في 20 يناير 1992 في نيس في فرنسا. شارك مع منتخب فرنسا تحت 20 سنة لكرة القدم. أما مع النوادي، فقد لعب مع أولمبيك ليون ونادي لوهافر ونادي نيس.

## وصلات خارجية
- غريغوار بويل على موقع قاعدة بيانات كرة القدم.إي يو (الإنجليزية)
- غريغوار بويل على موقع ليكيب (الفرنسية)
- غريغوار بويل على موقع Soccerway.com (الإنجليزية)
- غريغوار بويل على موقع AS.com (الإسبانية)